# Újbabiloni Birodalom

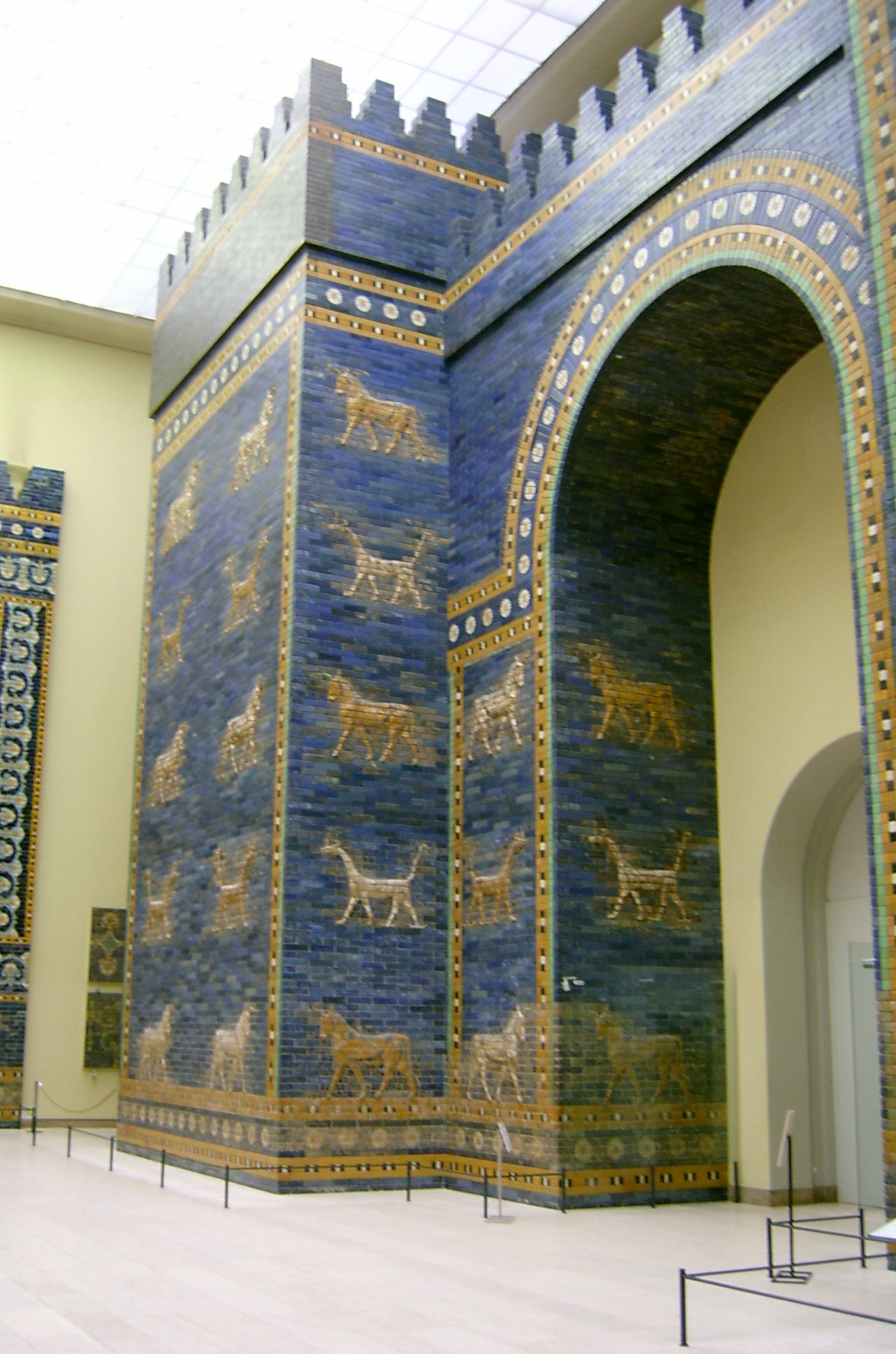
A berlini Pergamonmuseumban rekonstruált Istár-kapu

Az Újbabiloni Birodalom (KURḫal-du/di, URUḫal-da/dà-a-a, görögül Χαλδαία, Khaldaia, latinosan Chaldaea) (i. e. 612 – i. e. 539) az ókori Mezopotámia utolsó helyben létrejövő birodalma volt, amely az Újasszír Birodalom pusztulásával párhuzamosan alakult ki, majd belső ellentéteit kihasználva az Óperzsa Birodalom kebelezte be. A korábbi magyar irodalom szinte kizárólag Kháld Birodalomnak nevezi (vagy Kháldea, Káldea), mivel a kháldeusok, Bít-Jakíni kerület sejkjei adták az országot vezető koronás főket, és biztosították számukra a függetlenségi harc kezdetén a szükséges támogatást.
II. Nabú-kudurri-uszur, a bibliai Nabukodonozor hosszú uralkodása alatt élte az Újbabiloni Birodalom a fénykorát. I. e. 601-ben összecsapott az egyiptomi fáraó hadseregével, és a döntetlenül végződő csata eredményeként Egyiptomot végleg kiszorította Ázsiából. I. e. 586-ban, hároméves ostrom után elfoglalta Jeruzsálemet, a zsidó nép előkelő rétegét pedig Babilonba hurcolta (babiloni fogság). Hatalmas birodalma erőforrásait elsősorban a főváros, Babilon ékítésére használta fel, befejezve a szentélykörzet (a bibliai Bábel tornya) megépítését. Függőkertjeit az ókori világ hét csodája egyikeként emlegették.
A birodalom tartományokra oszlott, a közigazgatás rengeteg tisztviselőt és írnokot foglalkoztatott. A király hatalmának fő támasza a hadsereg volt, a társadalom elitjét azonban a papság adta. Az újbabiloniak egynejűek voltak, a nőknek és a rabszolgáknak is lehetett magántulajdonuk. A fejlett mezőgazdaság és kereskedelem a papság és magánszemélyek kezében volt. Vallásuk főisteneiként Mardukot és fiát, Nabút tisztelték.
A csillagászatot olyan tökélyre fejlesztették, hogy pontos számításokat tudtak végezni a Nap, a Hold és egyéb égitestek pozíciójával és útvonalával, valamint az éjszakák és nappalok hosszával kapcsolatban. A soknemzetiségű birodalom közvetítő nyelveként az arámit használták. Az irodalom nyelve ugyanakkor az akkád volt, és a sumerektől örökölt ékírással írtak.
Irodalmuk egyik fő műve az úgynevezett babiloni krónika. Képzőművészetük leghíresebb emlékeit, az állatalakos domborművekkel borított hatalmas palotafalak és kapuk maradványait ma a berlini Pergamon Múzeumban, illetve a babiloni romváros szabadtéri múzeumában (Hilla, Irak) csodálhatjuk meg.

## Előzmények
Babilónia területén az asszír hadsereg már III. Sulmánu-asarídu idején is összecsapott a kháldokkal, akik az i. e. 9. század elején jelentek meg elsősorban a térség déli részén, Tengerföldön. Nagy kháld uralkodó volt Bít-Jakíni főnöke, II. Marduk-apla-iddína, aki behódolt III. Tukulti-apil-ésarrának. II. Sarrukín i. e. 721-es trónra lépésekor, míg az Dérnél sikertelenül csatázott az elámiakkal, Marduk-apla-iddina megszerezte a babilóni trónt, és mintegy 11 évig tartotta az asszír uralkodó ellen.
Szín-ahhé-eríba idején, i. e. 703-ban II. Marduk-apla-iddína újra megszerezte Babilont, és nagyszabású asszírellenes koalíció létrehozásán munkálkodott. Sikertelenül: Szín-ahhé-eríba három hadjáratban legyőzte a kháld–arámi–arab–elámi–babiloni szövetséges seregeket. A kháld vezért Elámba szorította, majd az elámi partvidéket is feldúlta tengeri háborúban. Marduk-apla-iddináról nem tudunk többet, családja és udvara fogságba esett. A folytatódó fejetlenség úgy ért véget, hogy az asszírok i. e. 689-ben 15 havi ostrom után bevették Babilont, amit porig romboltak.
Szín-ahhé-eríba örököse, Assur-ah-iddína betegsége kezelése érdekében újjáépíttette a szent várost, majd halálakor az asszír trónt Assur-bán-aplira, a babilonit pedig Samas-sum-ukínra hagyta. Babilónia helyzete azonban ekkor sem rendeződött. i. e. 652 – i. e. 648 között zajlott függetlenségi háborúja Samas-sum-ukín vezetésével, majd Babilónia élére bizonyos Kandalánu került, akiről azonban egy asszír forrás sem szól, ezért egyesek szerint Assur-bán-apli (esetleg egy testvére) lett volna az trónnevén. Mindenesetre egy évben, i. e. 627-ben haltak meg. Ez a kettős halál Asszíriában a vég kezdete, Babilóniában azonban az új felemelkedés kiindulópontja lett.

## Kialakulás

Az Újbabiloni Birodalom térképe

A magát egyes kutatók szerint II. Marduk-apla-iddinától származtató Nabú-apal-uszur (Nabopolasszár) – Tengerföld asszír helytartója, aki az előbbihez hasonlóan szintén Bít-Jakin vezére volt, felirataiban viszont „senki fiának” nevezte magát – fellépése idején Asszíriában már zűrzavar tombolt, az Újasszír Birodalom a gyors hanyatlás korát élte, ezért aztán sikeresen megőrizhette pozícióját. A békés időket hozó Kandalánu halála utáni évekből több csatáról hallunk 627 folyamán Babilóniában, majd Nabú-apal-uszurt ismerték el királynak, feltehetően Szipparban (i. e. 626. november 23.). Ugyanebben az évben bevonult Nippurba, de az asszírbarát központból hamarosan kiűzték.
Feliratokból kitűnik, hogy bár Assur-etelli-iláni újasszír király nem követelte a babilóniai trónt, mindvégig jelentős befolyással bírt egyes területein. Nippur egészen i. e. 617-ig az asszír helyőrség kezén maradt, Uruk pedig többször gazdát cserélt, véglegesen csak i. e. 616-ban került Nabú-apal-uszur birtokába, aki ezzel egész Babilónia ura lett. Ugyanebben az évben az új birodalmat alapító király támadást indított az Eufrátesz mentén Szíria irányába. Egyiptom ura, I. Pszammetik az új fenyegetés láttán szövetséget kötött a néhány évtizede még a Nílus völgyében hódító Asszíriával, mire Nabú-apal-uszur azonnal visszavonult.
I. e. 615-ben magát Assurt vette célba a babiloni uralkodó, azonban egészen Takritainig (Tikrit) szorították vissza az asszír erők. Az erődvárost azonban már tartani tudta, hiába próbálkozott Szín-sar-iskun tíznapos csatában legyőzni őt. i. e. 614-ben a Küaxarész (akkádul Umakistar) vezette iráni médek megtámadták Ninivét és Kalhut, bevették Tarbiszut és lerombolták Assurt. Nem tudni, hogy szándékosan-e, de a babiloni erők csak Assur eleste után érkeztek a színhelyre, és nyomban szövetséget is kötöttek a médekkel. Ennek megpecsételéseként Küaxarész lányát, Amüitiszt hozzáadták Nabú-apal-uszur fiához, II. Nabú-kudurri-uszurhoz. Szín-sar-iskun a következő évben ellencsapást indított, ez azonban nem menthette meg a pusztulástól az Asszír Birodalmat, ami mind kisebb területet ellenőrzött: i. e. 612-ben Küaxarész és Nabú-apal-uszur nomádokkal szövetségben ostrom alá vette, majd három hónap után bevette Ninivét.
Az asszír adminisztráció az egyébként ismeretlen származású II. Assur-uballittal az élen az ősi vallási központba, a kiváltságai révén lojális maradó Harrán városába menekült. Nabú-apal-uszur i. e. 612-ben egészen Naszibináig (Niszibisz) és Raszappáig jutott, a következő években pedig megszilárdította hatalmát az asszír magterületen. I. e. 610-ben a Küaxarész (Umakistar) vezette médek segítségével bevette Harránt, ahonnan az asszír vezetőség és egyiptomi szövetségeseik kivonultak.

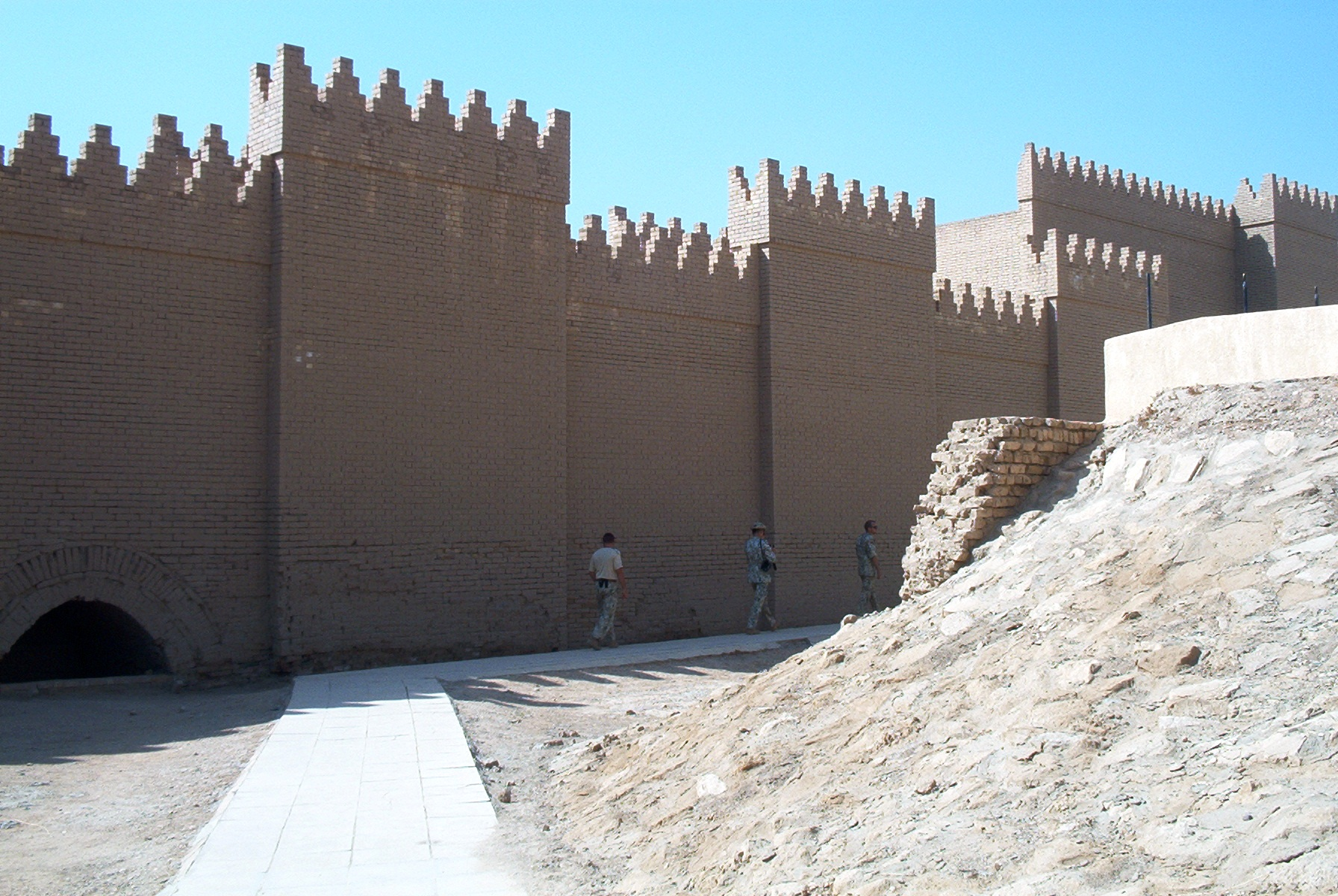
Babilon Szaddám Huszein idején rekonstruált falai

Az egyiptomi felmentő sereg csak i. e. 609-ben érkezett, és kiűzte a babiloniakat Harránból, de nem hagyott ott helyőrséget. Végül Karkemisnél rendezkedtek be az asszír-egyiptomi erők. Az utolsó asszír királyról nem hallunk többé: talán meghalt az ütközetben. Az ezt követő időszakban Urartuban kellett hadakoznia a babiloni királynak, akit 607-től kezdve fia, a már említett Nabú-kudurri-uszur is segített a hadvezetésben. 607-ben Nabú-apal-uszur helyőrséget telepített Kimuhuba, nem messze Karkemistől. Válaszképpen az egyiptomiak i. e. 606-ban elfoglalták a babiloniak helyőrségét. i. e. 605 folyamán a nyugati bosszúhadjárat vezetése a koronaherceg feladata lett, aki ezt sikerre is vitte: bevette Karkemist, és bár súlyos veszteségeket szenvedett, tovább üldözte az egyiptomiakat Hamath városáig, ahol a Babiloni krónika szerint mind egy szálig lemészárolta őket. Azonban nem sikerült végleg pontot tennie az egyiptomi fenyegetésre, ugyanis megérkezett Nabú-apal-uszur halálának (i. e. 605. augusztus 16.) híre. A király az évet fővárosában töltötte, talán már ekkor beteg volt. Az örökös azon nyomban hazatért, és már szeptember 7-én megkoronázták.
Nabú-apal-uszur joggal írhatta feliratában: „Assurt, amely régi idők óta az egész emberiség ura lévén, súlyos igájával az ország lakosságát szorongatta, én, a gyenge, az erőtlen, az urak urának (kegyét) kereső, Nabú és Marduk, az én uraim sűrű csapataival Akkad országából a lábát eltávolítottam, az igáját széttördeltem.”

## II. Nabú-kudurri-uszur uralkodása

### Hadjáratok nyugaton

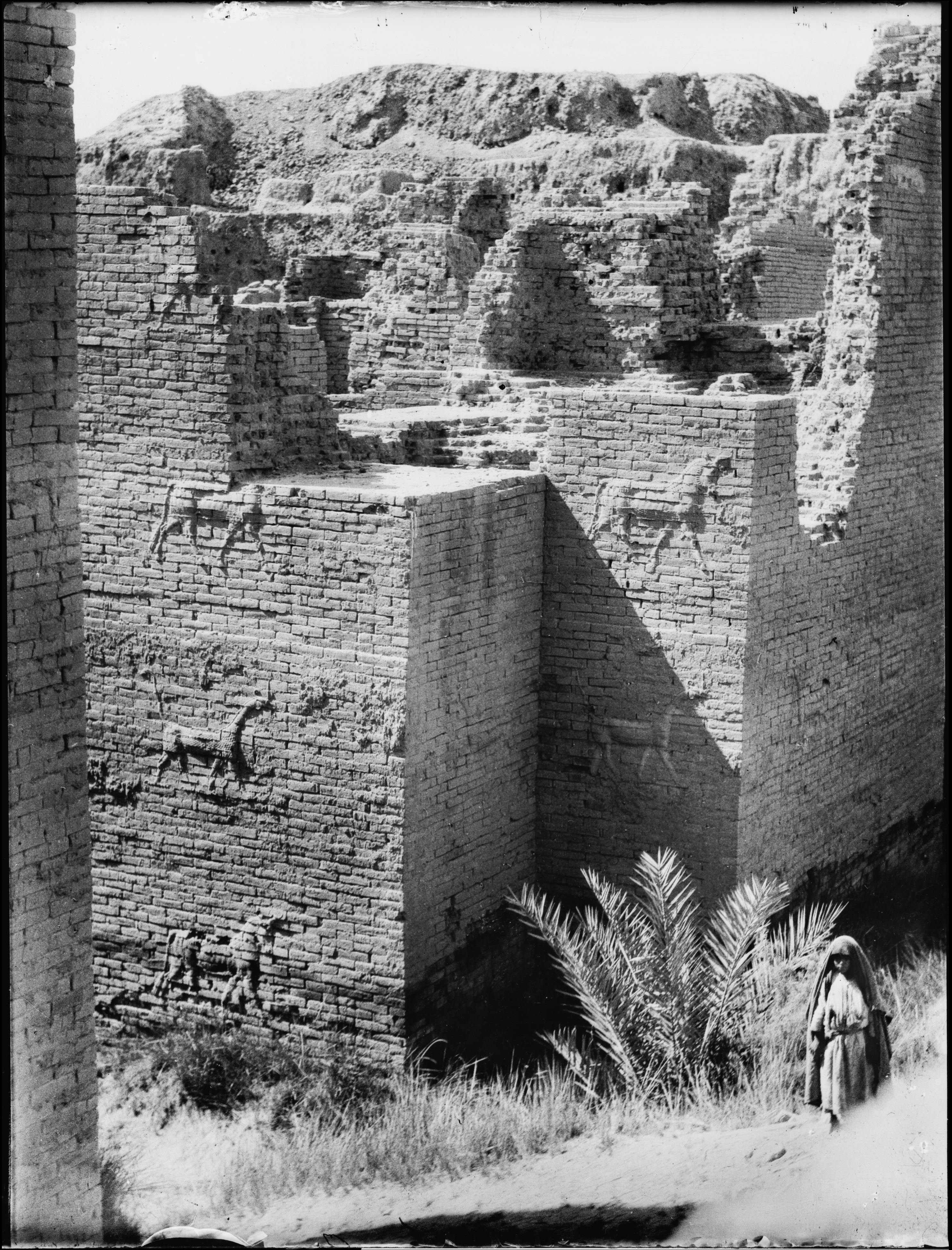
Az Istár-kapu 1975-ben

II. Nabú-kudurri-uszur, a bibliai Nabukodonozor hosszú uralkodása alatt élte az Újbabiloni Birodalom a fénykorát. Koronázása után szinte azonnal visszatért nyugatra, hogy a megkezdett hódítást befejezze. Történetíróinak feljegyzései szerint mindig diadalmasan vonult fel, azaz uralma szilárd maradt. Ez azonban nem teljesen így volt: Egyiptom még mindig jelentős palesztinai és föníciai területeket uralt, amelyeket meg kellett szereznie. I. e. 605 – i. e. 601 között épp ezért folytatta a nyugati hadműveleteket. 601-ben megerősítették a nyugati helyőrségeket, és maga II. Nabú-kudurri-uszur állt a seregek élére, hogy összecsapjon II. Nékó egyiptomi fáraó seregeivel. Pelusium mellett, az Egyiptomból Gáza felé vezető úton találkozott a két hadsereg, és mindkettő súlyos veszteségeket szenvedett a csatában. A babiloni király például a következő évben nem is vezetett hadat, mert új sereget kellett toboroznia, de a csata eredményeként Egyiptom végleg kiszorult Ázsiából.
A csata kétséges kimenetele a júdai vazallus királyt, Jehójákimot arra késztette, hogy fellázadjon. Nabú-kudurri-uszur ezt nem hagyhatta megtorlatlanul, ezért megkezdte a hadjárat előkészületeit, végül hetedik évében (i. e. 599) megindult, és elfoglalta Jeruzsálemet, az elitet pedig Babilóniába deportálta, a Templom kincseivel együtt. 595–594 folyamán egy jelentősebb lázadást kellett elfojtania Babilóniában, amit csak súlyosbított a keleti határon jelentkező ellenség (talán az elámiak) – igaz, ez utóbbiak, amint a babiloni sereg letáborozott a Tigris mentén, fejüket vesztve menekültek. 594–593 folyamán ismét a nyugati határon került sor mozgósításra, feltehetően II. Pszammetik fáraó trónra kerülése hatására. Az ellenállás súlypontja hamarosan ismét Júdába helyeződött át. Cidkija király állt a felkelők élére, amiről a Biblia így emlékszik meg: „Azt tette, ami gonosz az Úrnak, az ő Istenének szemében, és nem alázkodott meg Jeremiás próféta előtt sem, aki az Úr nevében szólt hozzá. Nebukadnezár királytól is elpártolt, pedig az Isten nevére eskette meg. Megkeményítette a nyakát, megmakacsolta a szívét, és nem tért meg az Úrhoz, Izrael Istenéhez.” az egyiptomi Apriész fáraó azonban csak kevés segítséget küldött, így aztán Jeruzsálem hároméves ostrom után, i. e. 586 folyamán elesett, és legtöbb lakóját deportálták (babiloni fogság). i. e. 581-ben ismét deportálások történtek, és Júda tartományi különállása is megszűnt – feltehetően Szamariához csatolták.
Elhúzódó problémát okozott a szigeten fekvő, tengerről utánpótlást kapó Türosz ostroma, ami nem győzelemmel, hanem békekötéssel ért véget 13 évnyi ostrom után, feltehetően II. Baal (587–572) uralkodása idején. Mindenesetre forrásaink alapján biztosan állítható, hogy a király uralkodásának negyvenedik évében Türosz már a birodalom szerves részét képezte.
II. Nabú-kudurri-uszur zsidópolitikáját kiválóan dokumentálta az Ószövetség több könyve, a többi országgal ápolt viszonyáról azonban keveset tudunk. Feltehetően még egy hadjáratot vezetett Egyiptom ellen (talán 568 körül), és Hérodotosz közlése szerint 585-ben békét közvetített a lüdök és a médek között. Mindazonáltal valószínű, hogy nem volt szüksége újabb, nagyarányú hadjáratra.

### Babilon virágkora
Már Nabú-apal-uszur is nagy építkező volt, fia pedig követte példáját. Hatalmas birodalma – melynek területe nagyjában-egészben megegyezett az Újasszír Birodaloméval, így a Földközi-tenger kereskedelme is hozzá tartozott Föníciával együtt – erőforrásait elsősorban a főváros, Babilon ékítésére használta fel, de a többi várost sem hanyagolta el. Fantasztikus kettős fallal vette körül a várost, amelyet még a görög szerzők is ámulattal csodáltak, valamint befejezte a szentélykörzet (az Észagíla és az Étemenanki, a bibliai Bábel tornya) megépítését. A palotakörzet is megújult. Ugyanekkor készültek el a függőkertek, melyek helye még nem tisztázott, és amelyeket az ókori világ egyik csodájaként emlegettek. Nabú-kudurri-uszur különös gondot fordított a város ellátására is. Az esetleges támadásokra felkészülve az Eufrátesz és a Tigris között falat emeltetett („méd fal”, amint Xenophón nevezi).

## Bukás

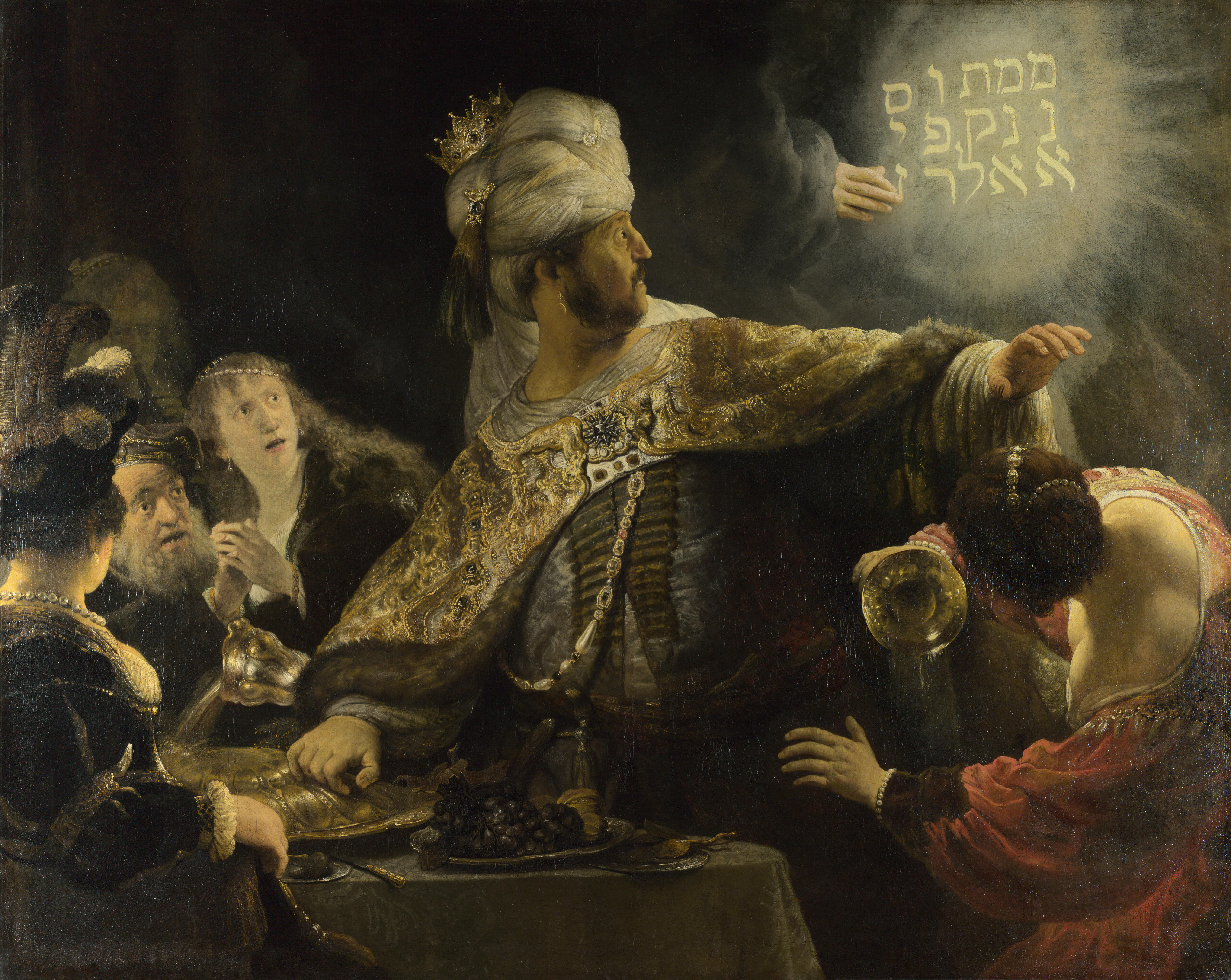
Rembrandt: Bélsaccár lakomája. Az 1635 körül készült kép a híres bibliai jelenetet örökíti meg, amelyben a jeruzsálemi templomból rabolt edényekből lakomázó Bél-sar-uszurnak az isteni kéz által készített felirat megjövendöli önmaga és birodalma pusztulását

II. Nabú-kudurri-uszur i. e. 562-es halálát követően három uralkodó követte gyorsan egymást a trónon. A király fiát, Amél-Mardukot két év után megölték, trónra kerülő veje, Nergal-sar-uszur négy évnyi uralkodást követően elhunyt, az ő valószínűleg értelmi fogyatékos fiával, Lábási-Mardukkal pedig alig néhány hónap alatt végzett egy összeesküvés. Az Újbabiloni Birodalom utolsó királya, a Hérodotosz által Labünétoszként említett Nabú-naid különleges figurája a történelemnek. Személyében többek között az első ismert régészt és múzeumalapítót tisztelhetjük, de egyéb tettei is figyelemre méltóak: próbálkozott a Szín-kultusz megerősítésével Marduk tisztelete rovására, és megerősítette a hatalmas gazdasági potenciálra szert tevő templomok feletti királyi ellenőrzést. Ez természetesen a papság felháborodását váltotta ki, ami lázadásokat indított. Így emlékszik meg a helyzetről a király harráni feliratában: „A nép, Babilon, Borszippa, Nippur, Ur, Uruk, Larsa fiai, Akkad városainak papjai és lakossága azonban vétkeztek az ő nagy istensége ellen. Állandóan bűnbe estek, gonoszak voltak, nem ismerték Nannar, az istenek királyának haragját és felháborodását, törvényeiket elfeledték (…) mint a kutya, harapdálták folyton egymást, szívükben hév és falánkság volt az akaratukból; kisebb lett az ország lakossága.”
A lázadás végeztével (talán 552 körül) a király 10 évre az arabok közé költözött, és a Tajmá-oázistól Jaszribig (Medina) terjedő területen tartózkodott. I. e. 541 táján hazatérve átvette az irányítást az addig teljhatalmú helyetteseként ténykedő fiától, Bél-sar-uszurtól (a bibliai Baltazár, Boldizsár, Bélsaccár), és véghezvitte a harráni Szín-templom újjáépítését. Ehhez azonban el kellett ragadnia Harrán városát a médektől, akiket egy új, keleten jelentkező ellenség, a Kürosz vezette perzsák kötöttek le ez idő tájt. Kürosz hamarosan leszámolt a médekkel, majd Lüdiában hódított. Ezek után Babilónia ellen fordult. Nabú-naid felkészült a támadásra, de a perzsák elsöpörték. Opisznál győztek Kürosz seregei, majd ellenállás nélkül bevonultak Szipparba és végül Babilon városába. Bél-sar-uszurt megölték – erről a Biblia is megemlékezik, vö. Dániel próféta híres „mené, mené, tekél, ufarszín/parszin”  jelenete –, apja azonban valószínűleg életben maradt, és perzsa fogságban halt meg.
Kürosz nem rombolta le  Babilon városát, sőt a források szerint örömujjongással fogadták. A perzsa birodalomalapító fő helyi támogatói a Marduk-papok voltak, akik az utolsó káld király ellen hangolták a közvéleményt. Nabú-naid nevét kitörölték feliratairól. Ily módon teljesedett be a Dániel próféta által megfejtett előjel: az Újbabiloni Birodalom megmérettetett, könnyűnek találtatott és elpusztíttatott.

## Gazdaság, társadalom, államszervezet

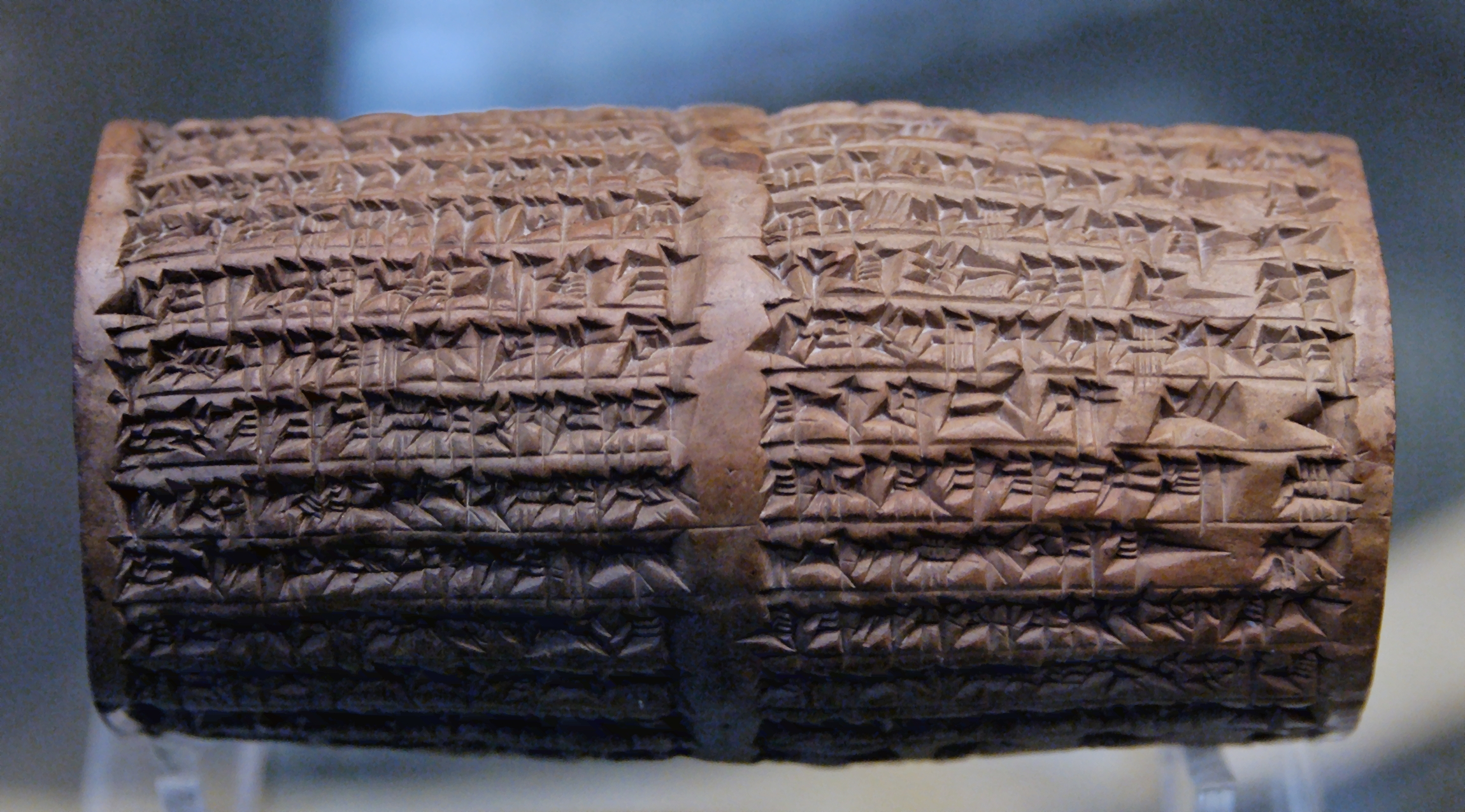
Nabú-naidnak az uri Szín-szentélyen végzett felújítási munkálatairól megemlékező henger, melyen egy Bél-sar-uszur királyfiért szóló ima is látható (British Museum)

Az Újbabiloni Birodalom pezsgő gazdasági és kulturális életének bizonyítékaként rengeteg írásos lelet maradt ránk, de kizárólag magán- és templomi levéltárakból, ezért aztán sok állami szinten történő eseményt – így a külpolitikai történéseket – homály fed. Mindazonáltal a fennmaradt leletanyag sok információt közöl a korszak társadalmi, jogi, gazdasági viszonyairól.

### Államszervezet
Az uralkodók fő jövedelmei a különböző adókból és vámokból származtak, melyeket alapvetően terményben szedtek – igaz, bizonyos csoportok, így a távolsági kereskedők is ezüstben fizettek. Feltehetően minden szabad ember jövedelmének tíz százalékát az udvarnak szolgáltatta be. Ezekből a jövedelmekből a babiloni királyok fenntartották az államigazgatási szerveket, a hadsereget és az udvart. Az ország tartományokra oszlott, amit kormányzók (bél piháti) vezettek, és az egyes városok élére is központilag neveztek ki helytartókat (bél témi). Az adminisztráció természetesen rengeteg írnokot foglalkoztatott, és a tolmácsoknak is fontos szerep jutott. A tisztviselők természetben kapták fizetésüket, a magasabb rangúak részben ezüstöt is kaptak.
Egyes városok – Ur, Uruk, Szippar, Nippur és maga Babilon – korlátozott autonómiával rendelkeztek belügyeikre nézve, melyeket a népgyűlés – sokszor vének tanácsa – irányított. Ezeken a gyűléseken a földtulajdonnal rendelkező polgárok vettek részt, de a legnagyobb befolyással a papság és a legmódosabbak rendelkeztek. A papságnak feltehetően létezett magasabb szintű, „birodalmi” gyűlése is, és néhány forrás hasonlóra enged következtetni a katonaság esetében is. A központi hatalom természetesen igyekezett minél jobban ellenőrizni a helyi szerveződéseket, ezért királyi biztosokat delegált felügyeletükre.
A kisebb bűnügyekben való ítélkezés a helyi tanácsok, gyűlések kezében volt, de fontosabb ügyekben mindig a királyi bírók ítélkeztek (időnként a helyi elittel közösen). A legfőbb hatalom a királyé volt, azonban nem volt korlátlan: nem kobozhatott el vagyont, és nem ölethetett meg senkit ok nélkül.
A hadsereg volt a királyok hatalmának fő támasza, ám felépítéséről és a sorozásról nem sokat tudunk. Sok zsoldos harcolt az újbabiloni seregben, többek között görögök is, harcmodorukra pedig nagy hatást gyakorolt a szkíta íjászat.

### Társadalom

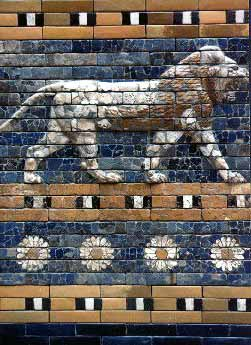
Istár oroszlánja – dombormű a felvonulási útról

Az emberek alapvetően kétféle jogállásúak lehettek: szabadok és rabszolgák, illetve különleges státusban volt az ikkaru nevet viselő társadalmi csoport, akiknek nem volt magántulajdonuk, egy földbirtokoshoz tartoztak, földhöz voltak kötve, de nem lehetett eladni őket. A szabadok nem feltétlenül voltak egy-egy város polgárai – például ha nem volt földtulajdonuk –, de a birodalmon belül szabadon gazdálkodhattak és mozoghattak. A polgárjog apai ágon öröklődött. A nőknek szintén lehetett tulajdonuk, bár tanúknak ritkán hívták őket. A népgyűléseken is felszólalhattak. Egyébiránt a korszakban a monogámia vált általános családi berendezkedéssé – ha valaki második feleséget is akart, kárpótolnia kellett első választottját (kivéve, ha nem született tőle gyermek).
A rabszolgák főleg nagybirtokosok – zömmel templomok – birtokában voltak, de nem volt gazdaságos munkára fogni őket. Ezért aztán alapvetően házi rabszolgaságról beszélhetünk, és a rabszolgák száma meg sem közelítette a szabad lakosság számát. A hadifoglyokat sem rabszolgának adták el, hanem letelepítették őket, és földet juttattak nekik, mint az asszír időkben. A rabszolgák egyébként szabadon üzletelhettek, lehetett magántulajdonuk, azonban szabadságukat nem válthatták meg. Gazdáikon kívül még szabadokkal szemben is pereskedhettek. A rabszolga-felszabadítás lehetséges volt, azonban ezzel kapcsolatos dokumentumokból meglehetősen kevés áll a rendelkezésünkre. Az adósrabszolgaság intézménye az újbabiloni időkre elvesztette korábbi jelentőségét.
A társadalom elitjét a papság – különösképpen a babiloni Marduk-klérus – képviselte (erre utalnak az újbabiloni királyi feliratok, melyek inkább a templomépítésekről és vallási aktusokról, mintsem a hadjáratokról szólnak), amely az egyes területeket is reprezentálta a királlyal szemben.

### Etnikai viszonyok
Az újbabiloni kor hatalmas építkezési munkálataihoz a deportáltak sem voltak elegendőek: rendszeres idénymunkára volt szükség. A lakosság nemzetiségét tekintve erősen kevert volt, már csak az asszír deportálások örökségének is köszönhetően, de a sok vendégmunkás, politikai menekült is színesítette a képet. Gyakorlatilag a kelet minden népe, az egyiptomiaktól a kis-ázsiai görögökön át a médekig képviseltette magát a birodalomban. A sok nép közvetítő nyelve a hivatali berkekben is egyre jobban terjedő arámi volt.

### Gazdaság
A gazdasági potenciál, melynek alapja továbbra is az öntözéses földművelés volt, elsősorban a templomok és magánszemélyek, nem pedig a királyi udvar kezében nyugodott. Ugyanez volt igaz a kereskedelemre is, amely a keleti Mediterráneumot kötötte össze Mezopotámiával. A templomok foglalkoztatták a kézművesek zömét is, biztosítva számukra a nyersanyagokat és a késztermék felvásárlását. A templomok tizedekből – és saját birtokaik jövedelméből – tartották fenn magukat, maga a király is ilyen formában adózott nekik. Ez az adónem alapvetően anyagi javakban került behajtásra, bár sok esetben ezüst – sőt, a királyoktól részben arany is – került a templomi kincstárakba. A templomok autonómok voltak, és függetlenségük megsértése súlyos következményekkel járt – mint azt láthatjuk Nabú-naid esetében.

## Kultúra, művészet, vallás
Az újbabiloni kultúra és művészet szervesen illeszkedett a majdnem kétezer éves mezopotámiai rendszerhez és stílushoz. A politeista típusú panteon központi alakja ebben az időben már nem egyértelműen Marduk, hanem fia, a bölcsesség istene, Nabú, akit az időszak végére egyre inkább Bél („Úr”) névvel illettek. Mindez az uralkodói névválasztásban is jól tükröződik.
A Marduk-papság mindenesetre minden – így kulturális – téren is megőrizte befolyását. Erről tanúskodik a töredékesen fennmaradt Nabú-naid-gúnyirat is, amely az akkád nyelvű propaganda-költészet fontos, szinte egyedülálló emléke. (Nabú-naid uralkodása egyébként számos találgatásra adott okot már az ókorban is, erről a Nabú-naid-legenda emlékei tanúskodnak.) A korszak legfontosabb forrásainak egyike az ún. Babiloni krónika, melyet a hellenisztikus korig vezettek. Az irodalom nyelve az akkád volt, amit ebben az időben a köznép már nem használt, csak a papság.
Az újbabiloni korszak legismertebb tudománya a csillagászat volt. Az asszír és babiloni előzményekkel egyaránt rendelkező tevékenységet az i. e. 7–6. század közepére sikerült tökélyre fejleszteni, olyannyira, hogy a „káldeus” név még évszázadokig fennmaradt, mint a csillagászok és csillagjósok jelzője. A babiloni tudósok pontos számításokat tudtak végezni a Nap, a Hold és egyéb égitestek pozíciójával és útvonalával, valamint többek között az éjszakák és nappalok hosszával kapcsolatban.
Az újbabiloni képzőművészet csúcsa mindenképp maga Babilon városa volt, amelyet II. Nabú-kudurri-uszur békés, gazdag uralkodása alatt a világ egyik csodájává tett. Törekvése nem volt újszerű, hiszen már az asszír királyokra is jellemző volt, hogy fővárosukat a világ központjának tekintették, ennek megfelelően gazdagon díszítették palotákkal és templomokkal. A palotaépítés kevésbé volt jellemző a babiloni művészetre, de reprezentatív templomok itt is készültek. (Például a kortársak fantáziáját megragadó zikkurat, az Étemenanki, amelyet később Nagy Sándor bontatott le.) Bár a legendás függőkertek maradványait a mai napig sem sikerült azonosítani, a kék mázas cserepekkel burkolt falak, kapuk és felvonulási út – amelyeket ma a berlini Pergamonmuseumban, illetve helyben rekonstruáltak – mindmáig lenyűgöző hatást gyakorolnak megtekintőikre. Nabú-kudurri-uszur utódai nevéhez ilyen nagy építkezés már nem fűződik, inkább csak felújításaik, rekonstrukciós munkálataik ismeretesek. Mindez részben rövid uralmukkal, részben Nabú-naid távollétével és az időszak végére súlyosbodó külpolitikai helyzettel magyarázható.